# Aristóbulo Iztúriz
Aristóbulo Istúriz Almeida (Curiepe, 20 de desembre de 1946 – 27 d'abril de 2021) fou un pedagog i polític veneçolà afrodescendent. Va ser Ministre d'Educació, Cultura i Esports de Veneçuela en el govern d'Hugo Chávez.
Mestre d'educació primària, va cursar estudis a l'Institut Experimental de Formació Docent i a l'Institut Pedagògic de Caracas, en l'especialitat d'Història i Ciències Socials. Durant la seva etapa formativa va ser dirigent del moviment estudiantil.
També va ser dirigent del Sindicat Unitari del Magisteri (SUMA).

## Inicis a la política
Durant els anys 80 del segle xx, Istúriz va ser un dels dirigents més destacats del partit polític La Causa Radical, una formació escindida del Partit Comunista de Veneçuela (PCV) que va esdevenir la tercera força política del país amb un programa molt lligat a les reivindicacions sindicals i a l'aposta per la participació ciutadana, intentant bastir una alternativa progressista al bipartidisme dominant al país des de l'adopció del Pacte de Punto Fijo subscrit per les organitzacions majoritàries Acción Democrática i COPEI.
La Causa Radical va ser un dels pocs partits polítics que el 27 de febrer de 1989 va donar suport a les protestes ciutadanes contra el pla de xoc acordat pel govern de Carlos Andrés Pérez seguint les indicacions del Fons Monetari Internacional, protestes que van desembocar en l'anomenat Caracazo.

## Diputat i Alcalde de Libertador
Escollit diputat per La Causa R, es va manifestar contrari a l'aixecament militar dirigit per Hugo Chávez el 4 de febrer de 1992, ja que, si bé considerava imprescindibles els canvis en l'estructura política i institucional de la Quarta República, defensava que aquest canvis s'havien d'impulsar des de la via democràtica.
El 1993 va ser escollit Alcalde del municipi Libertador, el més poblat de Caracas, càrrec que fins llavors sempre havia estat en mans dels partits tradicionals. El 1996 Acción Democrática va recuperar breument l'alcaldia de mans d'Antonio Ledezma. Però posteriorment, Freddy Bernal l'aconseguiria de nou per als bolivarians.

## Suport a Chávez i fundació del PPT
La irrupció d'Hugo Chávez com a candidat a les eleccions presidencials va trasvalsar profundament el panorama polític veneçolà. A l'interior de La Causa R es produeixen importants friccions entre els partidaris de donar suport a Chávez i els que són contraris a aquesta opció.
Així, el 1997, Istrúriz, juntament amb part dels membres del nucli fundador de La Causa R, s'escideixen del partit i funden l'organització política Patria Para Todos (PPT), formació que, juntament amb el PCV, el MAS, el Moviment Cinquena República i d'altres grups donaran suport a la candidatura de Chávez a la presidència.
Escollit diputat a l'Assemblea Nacional Constituent (1999), Istúriz ocupa una de les vicepresidències de l'assemblea encarregada de redactar la nova constitució que donarà lloc a la Cinquena República i que serà el punt de partida de la Revolució Bolivariana.

## Els comicis sindicals
Als comicis sindicals de l'any 2000 Istúriz va ser el candidat renovador a la presidència de la principal central sindical veneçolana, la Confederació de Treballadors de Veneçuela (CTV) però va resultar derrotat. Posteriorment davant el posicionament colpista de la CTV contra el govern veneçolà, una part molt important dels seus quadres s'escindirà per formar la Unió Nacional de Treballadors (UNT), organització que poc després desplaçarà a la CTV com a força majoritària.
L'any 2001 el PPT i el MVR tenen importants diferències a l'hora de configurar les llistes electotals unitàries i el primer es distancia del govern bolivarià, sense arribar però a alinear-se amb els sectors opositors. Aquest distanciament del govern fa que Globovisión permeti a Istúriz conduir el programa televisiu d'anàlisi polític Blanco y Negro, juntament amb Carlos Blanco, programa que serà però retirat d'antena al cap d'uns mesos.

## Ministre d'Educació i posada en funcionament de lesmissionseducatives
El 2002 PPT i MVR resolen les seves diferències i Istúriz és nomenat Ministre d'Educació, Cultura i Esports.
Durant el cop d'estat de l'11 d'abril de 2002 liderat per l'empresari Pedro Carmona Estanga, Istúriz passa breument a la clandestinitat, fins que el 13 i el 14 d'abril la mobilització popular i el suport de la base de l'exèrcit aconsegueixen reposar les institucions democràtiques i restablir Hugo Chávez en la presidència, moment en què Istúriz es reincorpora al govern.
Sota la seva direcció el Ministeri d'Educació va posar en funcionament importants programes educatius d'alfabetització i formació en el marc de les Missions bolivarianes: Sota el programa educatiu Robinson més d'un milió i mig de veneçolans han estat alfabetitzats i l'octubre de 2005 Veneçuela va ser declarada lliure d'analfabetisme, d'acord amb els stàndards de les Nacions Unides.
Així mateix, amb els programes formatius Ribas i Sucre desenes de milers de persones han accedit per primera vegada a l'educació secundària i universitària. També s'ha posat en funcionament la Universitat Bolivariana de Veneçuela (UBV).